# Jacques Ardoin
Pour les articles homonymes, voir Ardoin.
Jacques-Augustin-Joseph-Aimé Ardoin (12 septembre 1779, Embrun - 2 juin 1854, Paris), est un banquier et homme politique français.

## Biographie
Fils de Joseph Ardoin (+1797), avocat au parlement de Grenoble, et de Catherine Guillaume Elisabeth d'Ornezan (1757-1794), Jacques Ardoin est banquier à Paris. 
Il est élu, lors des élections à la Chambre des représentants, sous les Cent-Jours, député par l'arrondissement d'Embrun, avec 57 voix sur 68 votants. Il ne s'y fit pas remarquer, non plus qu'à la Chambre des députés de 1837 où il fut élu, le 4 novembre, et où il siégea parmi les conservateurs partisans du ministère, jusqu'en 1839. Non réélu aux élections qui ont lieu le 2 mars de cette année, il vécut, depuis, en dehors de la politique.
Il fonde, le 1er septembre 1814 à Paris, une maison de banque spécialisée dans le placement et le service des emprunts pour l’Allemagne, la Pologne et la Russie. Associée en 1819 à Hubbard, la banque intervint également en Espagne. Après le départ d'Hubbard, Jacques Ardoin s'associe à Joly et Hennecart formant la maison de banque Ardoin & Cie. 
Il épouse en 1818, à Paris, Aimée Alexandrine Hennecart, sœur de Jules François Hennecart. De son mariage, sont issus :
- Jules Ardoin (1822-1871), banquier ;
- Augustine (1819-1904), mariée à Amand Adeline (1813-1898), ancêtre de l'écrivain Yves-Marie Adeline ;
- Marie (1835-1889), mariée au baron Edgar Lejeune (1823-1867), écuyer de Napoléon III, fils du général Louis-François Lejeune (1775-1848) célèbre peintre des batailles napoléoniennes.

Il a hérité par sa femme du château de la Mothe-Chandeniers.
Il meurt le 2 juin 1854 et est inhumé au cimetière du Père-Lachaise (36e division).